# Dinis Almeida
Dinis Costa Lima Almeida (Esposende, 28 mei 1995) is een Portugees voetballer die sinds januari 2023 uitkomt voor het Bulgaarse PFK Loedogorets.

## Clubcarrière
In juli 2021 ondertekende Almeida een contract voor drie seizoenen bij de Belgische eersteklasser Antwerp FC. Op 3 januari 2023 tekende hij een contract bij de Bulgaarse eersteklasser PFK Loedogorets.

## Interlandcarrière
Almeida was in het verleden Portugees jeugdinternational.